# Landkreis Merseburg-Querfurt
Landkreis Merseburg-Querfurt is een voormalig district (Landkreis) in de Duitse deelstaat Saksen-Anhalt. Het district is tijdens de tweede herindeling van Saksen-Anhalt op 1 juli 2007 opgegaan in het nieuw opgerichte district Saalekreis. Het had een oppervlakte van 804,66 km² en een inwoneraantal van 132.390 (31-05-2005).

## Steden
De volgende steden lagen in het district:
- Braunsbedra
- Leuna
- Querfurt
- Bad Dürrenberg
- Bad Lauchstädt
- Merseburg